# Renate Schroeter

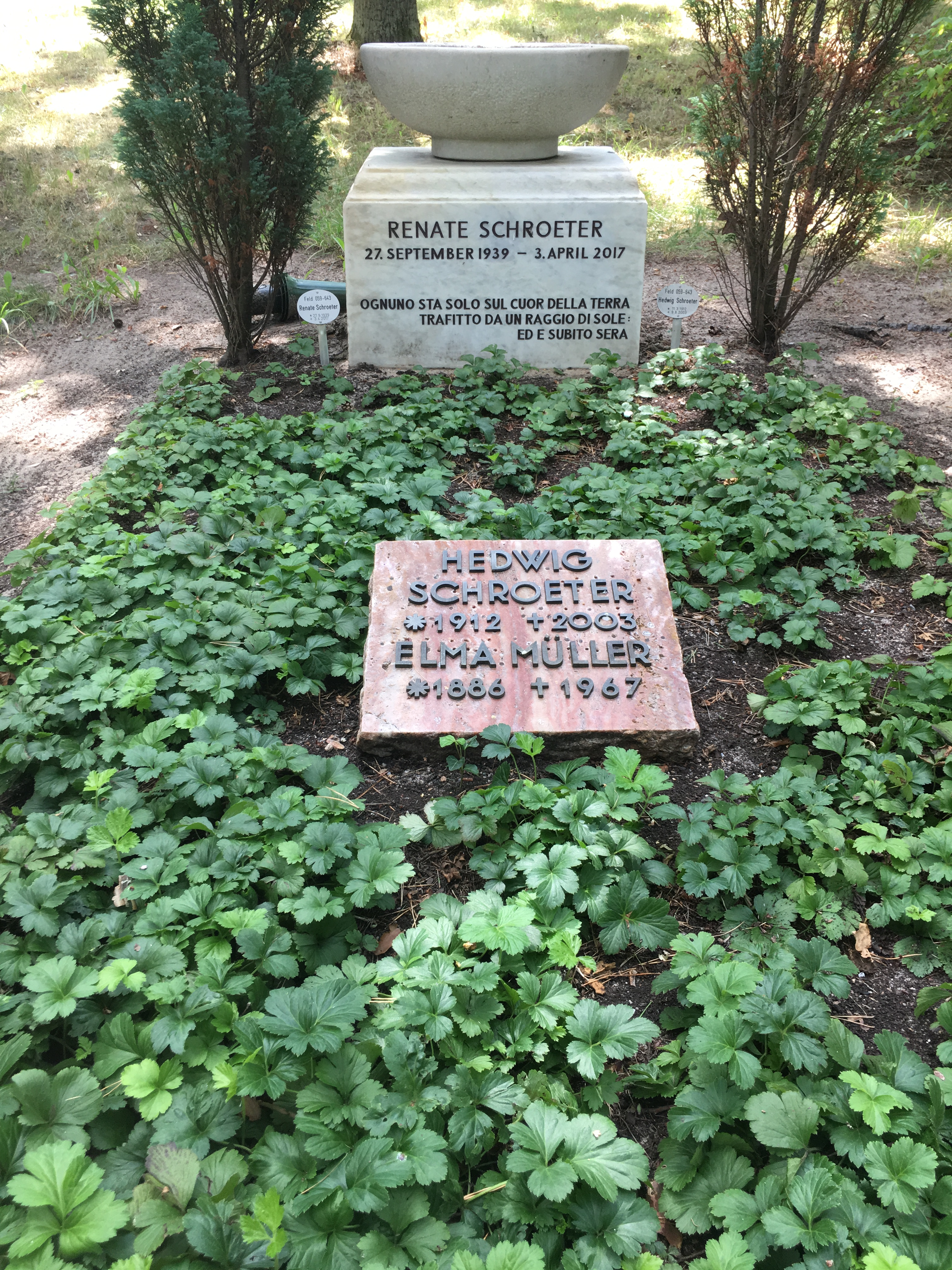
Die Grabstätte von Renate Schroeter

Renate Schroeter (* 27. September 1939 in Berlin; † 3. April 2017 in Freiburg im Breisgau) war eine deutsche Schauspielerin.

## Leben
Noch vor dem Abitur nahm sie Schauspielunterricht bei Marlise Ludwig in Berlin. 1959 erhielt sie ihr erstes Engagement am Renaissance-Theater, wo sie in Anouilhs Die Probe auftrat. 1959 bis 1960 wirkte sie am Staatstheater Stuttgart, 1960 bis 1961 am Landestheater Darmstadt. 1961 verkörperte sie bei den Ruhrfestspielen in Recklinghausen Thekla in Schillers Wallenstein.
1961 bis 1963 agierte sie am Staatstheater Hannover, 1963 bis 1969 an den Städtischen Bühnen Frankfurt am Main. Hier spielte sie das Gretchen in Goethes Faust, Vivie in Shaws Frau Warrens Gewerbe, Ophelia in Shakespeares Hamlet, Stella in Endstation Sehnsucht von Tennessee Williams und Viola in Was ihr wollt (Shakespeare).
1968 bis 1969 war sie am Schauspiel Köln, wo sie die Julia in Romeo und Julia spielte. 1969 bis 1970 war sie am Schillertheater in Berlin engagiert und 1972 bei den Bad Hersfelder Festspielen. Dort trat sie als Lucille in Dantons Tod von Georg Büchner und Natalie in Prinz Friedrich von Homburg von Heinrich von Kleist auf. Dafür erhielt sie 1972 den Hersfeld-Preis.
Von 1970 bis 1993 war sie am Schauspielhaus Zürich und am Stadttheater Basel engagiert. Am Schauspielhaus Zürich war sie unter anderem in der Titelrolle von Eugene O’Neills Trauer muss Elektra tragen und als Orsina in Emilia Galotti von Gotthold Ephraim Lessing zu sehen.
Daneben wirkte Renate Schroeter im Hörfunk und bei zahlreichen Fernsehfilmen und Serien mit, zum Beispiel 1970 in der ersten Tatort-Episode Taxi nach Leipzig oder von 1997 bis 2005 in der Dauerrolle der Sekretärin Ulla Grünbein, genannt „Grünbeinchen“, in Der letzte Zeuge. Renate Schroeter wohnte über zwei Jahrzehnte lang in der Schweiz, ihre letzten Jahre verbrachte die Schauspielerin in Freiburg. Sie war Mutter einer Tochter.
Ihre letzte Ruhestätte fand Renate Schroeter auf dem Berliner Waldfriedhof Zehlendorf (Grablage 059-643).

## Auszeichnungen
- 1972: Hersfeld-Preis[3]

## Filmografie (Auswahl)
- 1959: Die Ratten
- 1964: Nach Ladenschluß
- 1964: Die Physiker
- 1966: Hafenpolizei (Fernsehserie, Folge Sprung von der Brücke)
- 1966: Wo blieb Friedrich Weisgerber?
- 1969: Die Kleinbürger
- 1970–2002: Tatort
  - 1970: Taxi nach Leipzig
  - 1978: Rot – rot – tot
  - 1994: Geschlossene Akten
  - 1998: Blick in den Abgrund
  - 2002: Der dunkle Fleck
- 1974: Eine geschiedene Frau
- 1974: Die Überlebenden der Mary Jane (Castaway, Fernsehserie)
- 1975: Haus ohne Hüter
- 1975: Filmriß
- 1975: Der Kommissar (Fernsehserie, Folge Ein Mord nach der Uhr)
- 1977: Die Spitzenklöpplerin (La dentellière)
- 1978: Kneuss
- 1978: Tochter des Schweigens (Fernsehserie)
- 1979: St. Pauli-Landungsbrücken (Fernsehserie)
- 1979: Achtung Kunstdiebe (Fernsehserie)
- 1982: Die Entscheidung
- 1982: Ein Fall für zwei (Fernsehserie, Folge Tollwut)
- 1982: Urlaub am Meer
- 1982: Sonderdezernat K1 – (Fernsehserie, Folge Tödlicher Ladenschluss)
- 1982: Im Zeichen des Kreuzes
- 1983: Teddy Bär
- 1983: Killer aus Florida
- 1983: TransAtlantique
- 1984: Lenin in Zürich
- 1985: War was, Ricky? (Fernsehserie, 12 Folgen)
- 1986: Die Wächter (Fernsehserie, vier Folgen)
- 1987: Die Katrin wird Soldat (Fernsehserie)
- 1988: Die Dollarfalle
- 1988: Radiofieber
- 1990–1994: Ein Haus in der Toscana (Fernsehserie)
- 1989: Tassilo – Ein Fall für sich
- 1992: Die Männer vom K3 (Fernsehserie, Folge Halali für einen Jagdfreund)
- 1994–1998: Der König (Fernsehserie)
- 1997: Borderline
- 1997: Dr. med. Mord
- 1997–2005: Der letzte Zeuge (Fernsehserie)
- 1998: Ärzte: Hoffnung für Julia
- 1998–1999 Freunde fürs Leben (Fernsehserie)
- 2003: Adelheid und ihre Mörder (Fernsehserie, Folge Botschaft aus dem Grab)
- 2005: In aller Freundschaft (Fernsehserie, Folge 252 – Nur über meine Leiche)
- 2004: Der Ranger
- 2006: Jenseits des Ozeans
- 2007–2008: Der Landarzt (Fernsehserie)
- 2007: Sturmjahre
- 2007: Sommerwellen
- 2007: Kreuzfahrt ins Glück (Fernsehserie, Folge Hochzeitsreise nach Myanmar)
- 2008: In aller Freundschaft (Fernsehserie, Folge 417 – Jauchzet, frohlocket)
- 2009: Kein Geist für alle Fälle
- 2010: Weihnachten im Morgenland
- 2010: Rosamunde Pilcher (Filmreihe, Folge Im Zweifel für die Liebe)
- 2011: Notruf Hafenkante (Fernsehserie, Folge Die letzte Reise)

## Hörspiele (Auswahl)
- 1976: Athol Fugard: Aussagen nach einer Verhaftung auf Grund des Gesetzes gegen Unsittlichkeit (Sprecherin) – Regie: Mario Hindermann (SRF)
- 1978: Raymond Chandler: Gefahr ist mein Geschäft – Regie: Walter Adler (SWF)
- 1982: Karin Helwig/Barbara Ercklentz: Ausverkauft (Alice Westrich) – Regie: Sylvia Molzer (WDR)
- 1983: Heinz Weder: Abendgesellschaft (Sprecherin) – Regie: Amido Hoffmann (SRF)